# Aszódi Imre
Aszódi Imre (Békésszentandrás, 1921. január 14. – Budapest, 2006. október 11.) író, költő, drámaíró, jogtanácsos.

## Életútja
Békés vármegyei kisbirtokos parasztcsaládból származott, Szelevényen és Békésszentandrás határában bérelt földeket művelt a családja. Érettségit 17 és fél évesen kitüntetéssel szerzett Szarvason, 1943-ban summa cum laude jogi diplomát a budapesti Pázmány Péter Tudományegyetemen szerzett. Joggyakornoki állást vállalt az észak-erdélyi Besztercén. Katonai szolgálatából hazatérve a szolnoki bíróságon fogalmazói, 1948-tól ügyészi munkakörben dolgozott. 1952-ben lemondott ügyészi állásáról. A Szolnoki Vendéglátóipari Vállalatnál helyezkedett el mint jogtanácsos.
Első feleségétől Chiovini Mártától, akivel 1956 tavaszáig élt házasságban 1949-ben született meg első gyermeke Dr. Aszódi Gábor fizikus, majd 1951-ben Aszódi Mária operaénekes. Második feleségével Tóth Melinda Melániával 2006-ban bekövetkezett haláláig élt együtt.
Noha nem volt proaktív résztvevő a forradalom kitörésekor, de 1956. október 26-án a megalakuló Szolnok Megyei Forradalmi Munkástanács igazságügyi biztosává választották. Október 31-én beszédet mondott a bíróság és az ügyészség alkalmazottai előtt, amelyben a megjelenteket a régi vezetőik leváltására és forradalmi bizottság megalakítására biztatta. Az ÁVH tagjainak letartóztatását kezdeményezte, november 1-jére virradóan ezt végre is hajtották. 1956. október végén tagja volt az újjáalakult Kisgazdapártnak és a Nemzetőrség megalakításában is részt vett.
„…amikor egy bizonyos idő után minden bűntett elévül, a származás „bűntette” mennyi idő után évül el?” - idézet 1956 szeptemberi felszólalásából.

### Az 1956-os forradalom leverése után
1957. március 15-én negyedszerre is letartóztatták és ismételten bántalmazták. 1958-ban első fokon hat, másodfokon tizenkét évi börtönbüntetésre ítélte Aszódi Imrét a népbíróság. A Szolnok Megyei Forradalmi Munkástanács vezetői közül ő rá szabták ki a legsúlyosabb ítéletet. A börtönben a fordító irodán dolgozott német, francia, olasz és angol nyelven. 12 éves börtönbüntetéséből 6 év 13 napot kellett letöltenie, az 1963-as általános amnesztia keretében szabadult, miután nem dolgozhatott többé jogászként. A börtön évei alatt nyelveket tanult (latin, francia, német, angol, spanyol), fordított és később is nyelvi területen helyezkedett el.

## Irodalmi munkássága
Ifjúkora óta írt verseket. 1956-ban jelent meg első kötete Forrás fakadt címmel. A forradalom leverése után „Pusztulj” című versével támadta a Kádár-kormányt. A börtönévei után szakfordításokból és műfordításból élt meg. Szabadulása után folytatta az irodalmi munkásságát 15 kötetet adott ki saját költségen. Az elsőt 1989-ben.  Több ezer verset írt, és tizenöt önálló kötete jelent meg. Versein kívül drámái és börtönnaplója is megjelent. Művei maradandó értéket képviselnek a magyar irodalomban, főként a paraszti élet lírába öntésével. Költői tevékenységét a Magyar Kultúra Lovagja kitüntetéssel ismerték el. 
Egy kritikus írta: "Már sokan írtak a paraszti életről, sorsról, de Aszódi Imre ismeri e témát, beleszületett a tanyavilágba, élete egy részét is ott töltötte, így a valóságot híven tárja az olvasók elé, annak minden szépségével és fájdalmával.”

### Főbb művei[1]
- A házasélet abc-je. Medicina Könyvkiadó, Budapest, 1979. (Társszerző: Dr. Brencsán János)
- Mese a mamutról – verses mesék gyerekeinek (Uránusz, 1998)
- Villám hasít az égen át – (Filács Kiadó, 2002) a börtönévekről szóló, humorosan megírt visszaemlékezések
- A kettéhajtogatott márvány (Uránusz, 1999)
- IV.Béla, a második honalapító – történelmi dráma (Uránusz, 2000)
- Zách Klára – történelmi dráma (Uránusz, 2000)
- Zrínyi Ilona – történelmi dráma (Uránusz, 2000)
- Kitagadottak – Társadalmi dráma 20 képben (Uránusz, 2001). Az 1945 utáni évekről, a parasztság sorsáról és nagyrészt a saját sorsáról szól.
- Itt állok Buda éjjelében (Uránusz, 2002)
- Ki őriz meg engem (Uránusz, 2003)
- Lelkembe visszajárnak az álmok – válogatott versek (Uránusz, 2004)
- Körös-parti történetek – novellák (Uránusz, 2005)
- Nádasoldal, nádasoldal – (Filács Kiadó, 2006) élete utolsó kötete

## Emlékezete, kitüntetései
Aszódi Imrét 2003-ban a Magyar Kultúra Lovagjává avatták, 2004 októberében Bodnár István irodalmi és művészeti oklevéllel tüntették ki, majd munkásságát 2006-ban Szabadi Zoltán Irodalmi és Művészeti díjjal ismerték el és szülőfaluja posztumusz Békésszentandrásért díjjal tüntette ki. A község nem feledkezik meg nevéről, írásai megtalálhatók a helyi könyvtárban, rendezvényeiken pedig újra és újra előkerülnek.
Halála után szülőhelyén, Békésszentandráson emléktáblát állítottak tiszteletére.
Az 1956-os forradalomban betöltött szerepéért és az ezt követően őt ért meghurcolásért 1991.10.23-án 1956-os Emlékéremmel tüntette ki a Köztársasági Elnöki Hivatal.